# Râul Cerlena
Râul Cerlena (în ucraineană Черлена, transliterat: Cerlena) este un curs de apă din Ucraina, afluent de stânga al râului Prut. 
Acest râu izvorăște din apropierea Dealurilor Hotinului și curge pe teritoriile raioanelor Hotin și Noua Suliță din regiunea Cernăuți. Pe măsură ce coboară spre lunca Prutului, valea sa se lărgește la 2,5 km. Apele sale sunt folosite pentru nevoile gospodărești.